# Andrea Lanfri
Andrea Lanfri (Lucca, 26 novembre 1986) è un atleta paralimpico e alpinista italiano.

## Biografia
Ex atleta paralimpico della nazionale italiana di atletica leggera, oggi avventuriero e alpinista. Detentore del Guinness World Record per il miglio corso in quota più veloce e primo pluriamputato al mondo a salire in autonomia su Everest.  
Nato a Lucca il 26 novembre 1986, all'età di 28 anni, nel gennaio 2015, contrae la meningite con sepsi meningococcica, che gli fa perdere entrambe le gambe, sette dita delle mani e gran parte della mobilità di queste ultime. Operato a Firenze, viene trasferito all'ospedale S. Luca di Lucca, dove rimane per tutto il periodo post operatorio.
Nel 2016 inizia a correre con un paio di protesi in fibra di carbonio, acquistate grazie ad una raccolta fondi on-line, crowdfunding, e diventa il primo atleta uomo italiano della storia a correre con doppia amputazione agli arti inferiori sotto i 12 secondi nei 100 metri piani.
Nel 2018 viene anche pubblicata la sua prima autobiografia, "Voglio correre più veloce della meningite", scritta in collaborazione con Giulia Puviani.
Si schiera con No Cav, facendo da testimonial nel 2021 a una grande manifestazione di protesta per la difesa delle Alpi Apuane.

### Carriera nell'atletica leggera

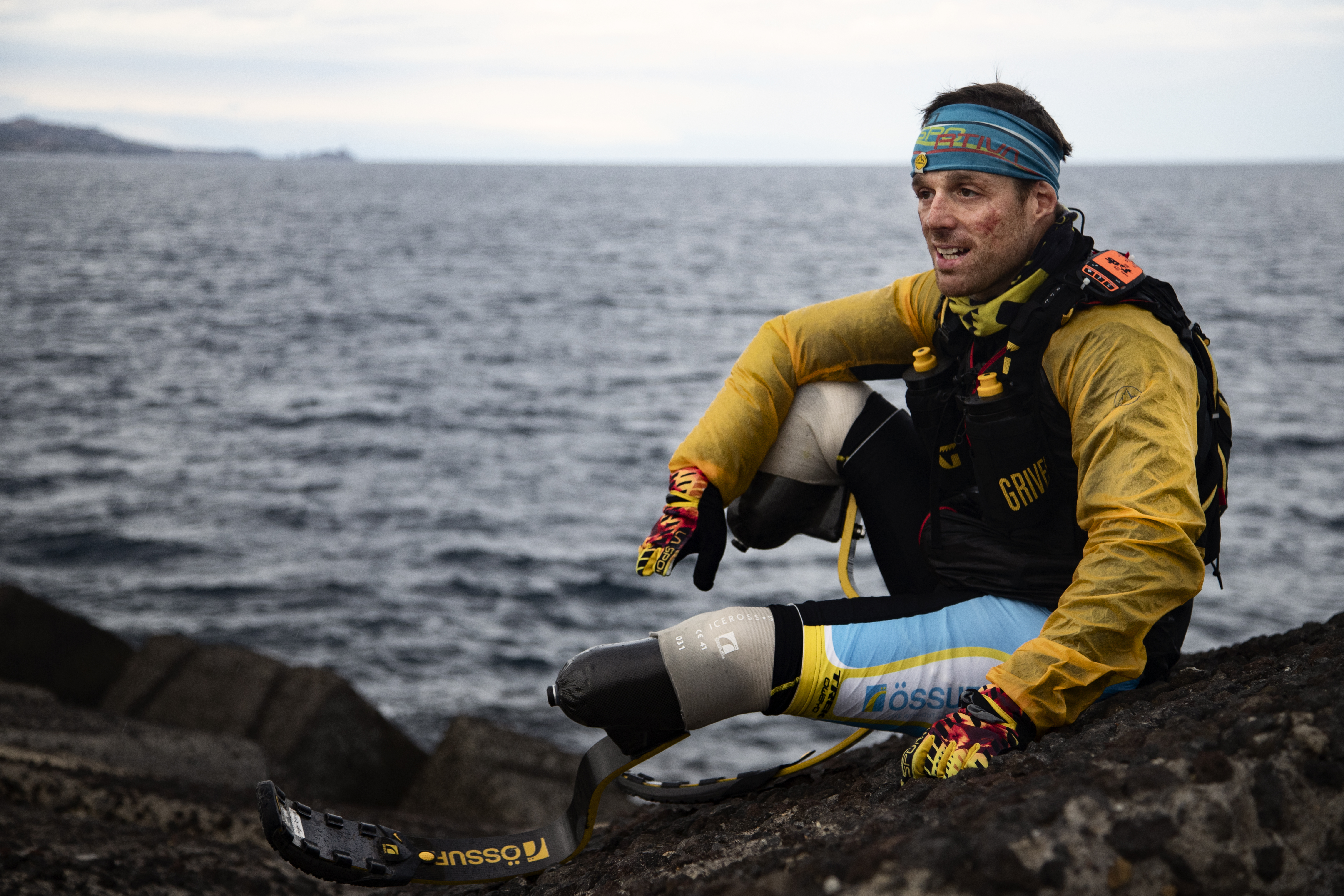
Andrea a Catania al termine del from 0 to 0 (Etna)

Tesserato inizialmente alla G.S.H. Sempione 82, comincia a correre per la FISPES nella primavera del 2016. Per la FIDAL è tesserato con l'"Atletica Virtus CRL Lucca". Si allena allo stadio "Moreno Martini" di Lucca, seguito da Francesco Niccoli.
Esordisce in Nazionale nel 2016 a  Grosseto, ottenendo un record italiano e la medaglia di bronzo nella staffetta 4×100 m.
Nel luglio 2016, a Berlino, Andrea centra il minimo richiesto sui 400 m per i XV Giochi paralimpici estivi di Rio de Janeiro 2016, ma non viene convocato per l'evento.
A Roma, in occasione del Golden Gala, fa un altro record con un 11"48 sui 100 m.
A Londra partecipa ai Campionati del mondo di atletica leggera paralimpica 2017 e conquista la medaglia d'argento nella staffetta 4×100 m, stabilendo anche un record italiano con l'11"46 sui 100 m, e un quinto posto, con 22"51 (vento -0,1 m/s), nei 200 m.
Nella corsa ha vinto 9 titoli italiani. È detentore dei record italiani T43 su tutte le distanze praticate: 100, 200 e 400 metri piani. 
Nel 2017 riceve il premio Viareggio Sport e la medaglia di bronzo al valore sportivo. Dalla primavera del 2018 corre per la FISPES con il Gruppo Sportivo Fiamme Azzurre.
Nel 2019 viene sottoposto a una nuova misurazione con una nuova formula MASH (maximum allowable standing height), ovvero l’altezza massima permessa a un atleta biamputato stando in piedi. Questa misura risulta impossibile da raggiungere in quanto molto più bassa della sua reale altezza prima delle amputazioni, il che non gli permette di correre. A giugno dello stesso anno abbandono le gare di atletica dedicandosi alle attività in montagna.

### Alpinismo e montagna

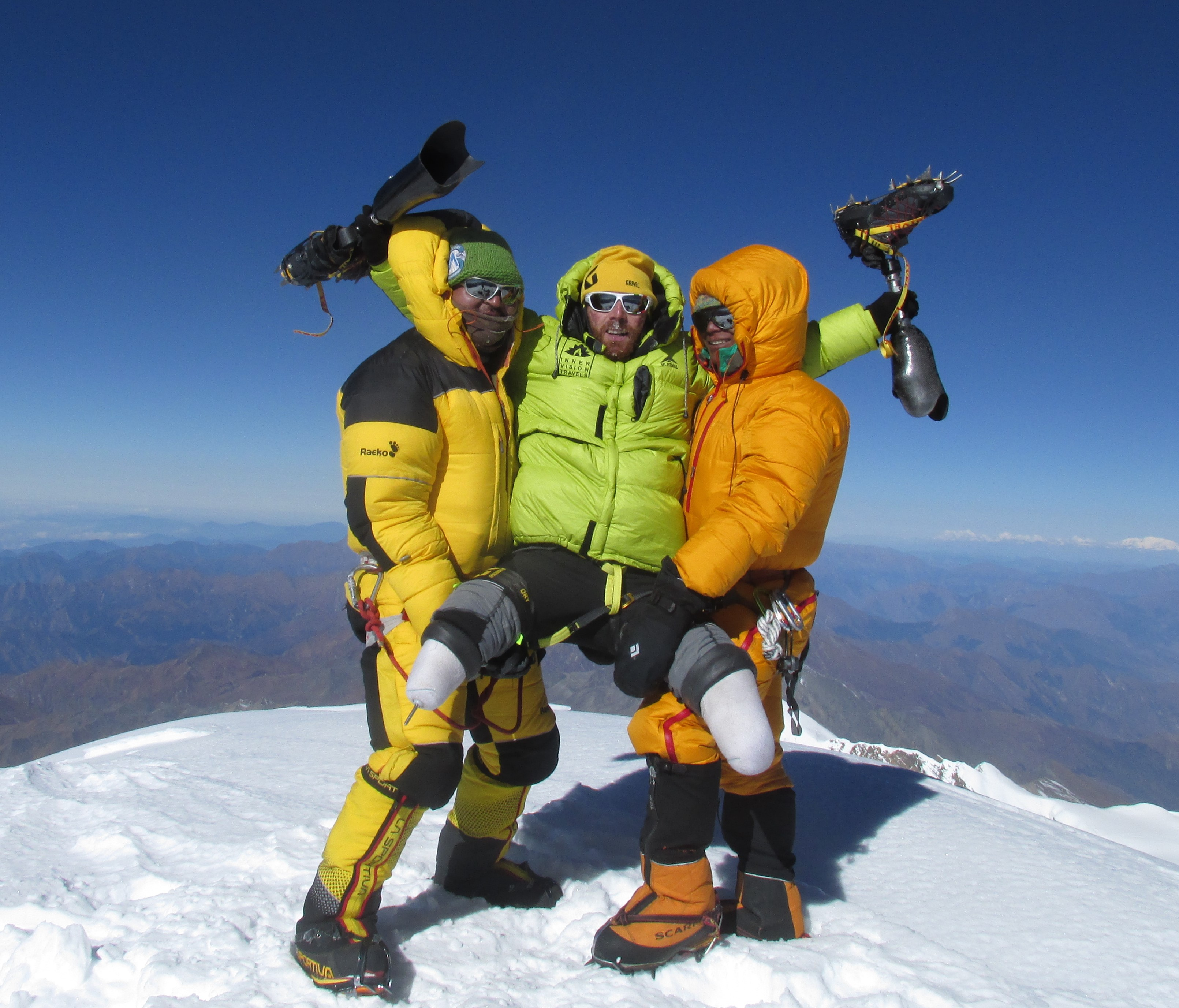
Andrea in Nepal, 2019

Nel luglio 2017, grazie ad alcuni sponsor che rendono possibile la realizzazione di protesi adatte allo scopo, ritorna all'arrampicata libera, sport praticato in precedenza, e decide di scalare una vetta conquistata prima della malattia in Corsica. La chiama "Operazione Coming Back To Life".
Nel 2018 entra a far parte del progetto One Project Research ("One" è una sigla che sta per oxygenated natural emotion), che gli permette di accelerare i tempi di acclimatazione e contrastare il mal di montagna. Conquista la prima vetta sopra i 4 000 nel luglio dello stesso anno (Monte Rosa, 4 554 m). La seconda sarà quella del vulcano Chimborazo in Ecuador, la più alta delle latitudini equatoriali: 6 292 m sul livello del mare.
Nel settembre del 2018 sale la Cima grande di Lavaredo (2 999 m s.l.m.) in cordata con la ragazza Natascia e l'amico Giacomo; l'itinerario di salita è lo Spigolo Dibona.
Nel 2019, dopo la conquista del Chimborazo, Andrea dà origine al progetto "From summit to the ocean". A giugno inizia a scalare il Monte Rosa, per poi proseguire verso Finisterre, e percorre tutto il cammino di Santiago in bicicletta, pedalando 8-9 ore al giorno. A ottobre dà il via alla prima spedizione himalayana, in Nepal, con il suo primo 7 000: il 26 ottobre 2019 è in vetta alla Puntha Hiunchiuli nel Dolpo, 7 246 m s.l.m.
Nell'estate del 2020 intraprende insieme all'amico Massimo Coda il progetto "Five Peaks" che prevede di salire 5 vette italiane (Marmolada, Gran Paradiso, Monviso, Cervino e il Monte Bianco). Sempre con Massimo nel 2021 compiono l'intera traversata del massiccio del Monte Rosa da Gressoney fino a Cervinia.
Nel settembre 2021 sale il Monte Rosa in 18 ore e 7 minuti non stop, in bicicletta da Genova Voltri a Staffal, poi a piedi verso i 4 554 m s.l.m.
Il 13 maggio 2022 alle ore 05:40 Andrea Lanfri è diventato il primo scalatore pluriamputato con meningite a raggiungere la cima dell'Everest, insieme alla guida alpina Luca Montanari. 

### From 0 to 0
Dal 2020 si cimenta in questo progetto dove è prevista la salita di una montagna partendo e ritornando a quota 0 m s.l.m. non stop, impresa straordinaria mai intrapresa da un atleta paralimpico che unisce bicicletta, corsa e montagna. Tra i successi Alpi Apuane (monte Pisanino), l'Etna, "coast to coast" (Gran Sasso - Corno Grande), Monte Rosa.

### Edizioni delfrom 0 to 0
| Anno | Data            | Montagna                   | Partenza            | Arrivo              | Prestazione | Note                                                                                                  |
| ---- | --------------- | -------------------------- | ------------------- | ------------------- | ----------- | --- |
| 2020 | 26 settembre    | Pisanino, Alpi Apuane      | Lerici              | Lerici              | 11.33 h     | Evento no-stop partendo dal mare con salita e discesa alla montagna                                   |
| 2020 | 26 ottobre      | Etna                       | Aci Trezza          | Catania             | 11.48 h     | Evento no-stop partendo dal mare con salita e discesa alla montagna                                   |
| 2021 | 13/14 giugno    | Corno Grande, Gran Sasso   | Montesilvano (PE)   | Ladispoli (RM)      | 23.31 h     | Evento no-stop "coast to coast" con salita e discesa alla montagna                                    |
| 2021 | 10/11 settembre | Punta Gnifetti, Monte Rosa | Genova Voltri       | Capanna Margehrita  | 18.07 h     | Andata no-stop, ritorno a Genova diviso in 2 giorni                                                   |
| 2021 | 24 aprile       | Monte Serra                | Marina di Pisa (PI) | Marina di Pisa (PI) | 5.06 h      | bici + corsa no-stop in occasione della "Giornata mondiale contro la meningite"                       |
| 2023 | 31 maggio       | Vulcano Teide              | Puerto de la Cruz   | Guia de Isora       | 14,52 h     | Evento no-stop partendo dal mare con salita e discesa alla montagna, cjhe unisce montain bike e corsa |

### Monte Everest e le Seven Summit
Dal 2020 si dedica alla salita delle vette più alte dei continenti. La prima è il Monte Bianco nell'estate del 2020; il 13 maggio 2022 raggiunge la vetta del monte Everest a 8 849 m s.l.m. diventando il primo uomo con pluriamputazioni a salire sul tetto del mondo. In quell'occasione, prima di iniziare la salita, nel villaggio di Gorakshep il 1º aprile Andrea registra un Guinness World Record, correndo con le lame a quota 5 164 m.s.l.m il miglio più veloce: 9 minuti e 48 secondi. Nell'agosto del 2022 la terza meta raggiunta è il Kilimangiaro nel continente africano. Nel gennaio del 2023 sale in solitaria l'Aconcagua, valida per il continente sud-americano. Il 26 maggio 2024 raggiunge la cima del Denali (McKinley) in Alaska.  

## Palmarès
| Anno | Manifestazione       | Sede     | Evento                | Risultato | Prestazione | Note |
| ---- | -------------------- | -------- | --------------------- | --------- | ----------- | ---- |
| 2016 | Europei paralimpici  | Grosseto | 4×100 m T42-47        | Bronzo    | 46"23       |      |
| 2017 | Mondiali paralimpici | Londra   | 4×100 m T42-47        | Argento   | 43"32       |      |
| 2018 | Europei paralimpici  | Berlino  | 200 m piani T62       | Bronzo    | 24"82       |      |
| 2018 | Europei paralimpici  | Berlino  | 4×100 m T42-T47/61-64 | Argento   | 44"17       |      |

## Campionati nazionali
2016

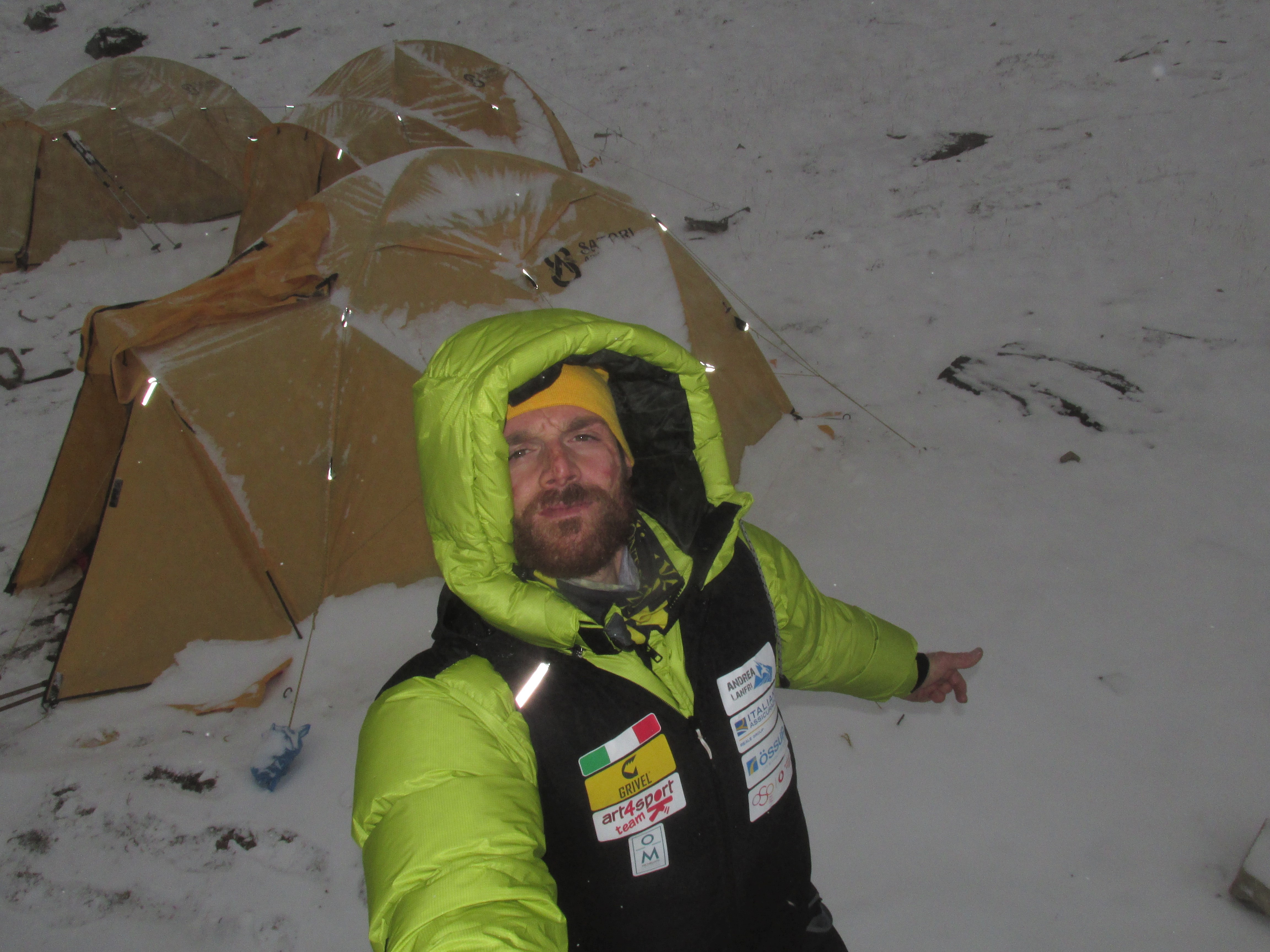
Andrea al campo base

- Oro ai campionati italiani assoluti (Rieti), 100 m piani T43 - 12"11
- Oro ai campionati italiani assoluti (Rieti), 200 m piani T43 - 24"67
- Oro ai campionati italiani assoluti (Rieti), 400 m piani T43 - 58"08

2017
- Oro ai campionati italiani assoluti (Isernia), 100 m piani T43 - 11"88
- Oro ai campionati italiani assoluti (Isernia), 200 m piani T43 - 24"16
- Oro ai campionati italiani assoluti (Isernia), 400 m piani T43 - 56"65

2018
- Oro ai campionati italiani assoluti (Nembro), 100 m piani T62 - 11"52
- Oro ai campionati italiani assoluti (Nembro), 200 m piani T62 - 23"10
- Oro ai campionati italiani assoluti (Nembro), 400 m piani T62 - 53"07

## Pubblicazioni
- Andrea Lanfri e Giulia Puviani, Voglio correre più veloce della meningite, PSEditore, ISBN 9788832021219.
- Andrea Lanfri, Toccare il cielo con tre dita, PSEditore, ISBN 9788855465151
- Andrea Lanfri con Salvatore Vitellino, OVER, Solferino, ISBN 978-88-282-1259-1